# آرامگاه بابا یرغان
آرامگاه بابا یرغان مربوط به دوره قاجار است و در شهرستان درگز، ۲۰۰ متری جنوب‌غربی روستای کاهو واقع شده و این اثر در تاریخ ۲۴ مرداد ۱۳۸۵ با شمارهٔ ثبت ۱۵۸۸۷ به‌عنوان یکی از آثار ملی ایران به ثبت رسیده‌است.